# Феліпе Мело
Феліпе Мело (порт. Felipe Melo, нар. 26 червня 1983, Волта-Редонда) — бразильський футболіст, півзахисник клубу «Палмейрас», де перебуває в оренді з «Інтернаціонале».

## Клубна кар'єра
У дорослому футболі дебютував 2001 року виступами за «Фламенго», в якому провів два сезони, взявши участь у 23 матчах чемпіонату.
Згодом, з 2003 по 2015 рік, грав у складі команд клубів «Крузейру», «Греміо», «Мальорки», «Расінга», «Альмерії», «Фіорентини», «Ювентуса» та «Галатасараю».
Своєю грою за «фіалок» привернув увагу представників тренерського штабу «Ювентуса», до складу якого приєднався 30 червня 2009 року за 25 млн євро. Відіграв за «стару синьйору» наступні два сезони своєї ігрової кар'єри. Більшість часу, проведеного у складі «Ювентуса», був основним гравцем команди.
Після провального сезону 2011/2012 був звільнений тренер Луїджі Дель Нері. На його місце прийшов Антоніо Конте, який заявив що він не розраховує на футболіста. Тому 22 липня 2011 року Мелу перейшов в турецький «Галатасарай» за 1,5 млн євро на правах річної оренди з правом викупу за 13 млн. Наразі встиг відіграти за стамбульську команду 30 матчів в національному чемпіонаті.

## Виступи за збірну
10 лютого 2009 року дебютував в офіційних матчах у складі національної збірної Бразилії в товариській грі проти збірної Італії.
У складі збірної був учасником розіграшу Кубка Конфедерацій 2009 року у ПАР, здобувши того року титул переможця турніру, та чемпіонату світу 2010 року у ПАР, на якому зіграв у всіх 5-ти матчах своєї команди. У грі 1/4 фіналу проти збірної Нідерландів, яку бразильці програли 1-2 і вилетіли з турніру, через Мелу був пропущений перший гол, а також він отримав вилучення через неспортивну поведінку. Після цього Феліпе досі в збірну не викликався.
Наразі провів у формі головної команди країни 22 матчі, забивши 2 голи.
| Дата       | Місто         | Господарі  | Результат | Гості          | Турнір                             | Голи | Примітки |
| ---------- | ------------- | ---------- | --------- | -------------- | ---------------------------------- | ---- | -------- |
| 10/02/2009 | Лондон        | Бразилія   | 2 – 0     | Італія         | товариський матч                   | -    |          |
| 29/03/2009 | Кіто          | Еквадор    | 1 – 1     | Бразилія       | Відбір до ЧС 2010                  | -    |          |
| 01/04/2009 | Порту-Алегрі  | Бразилія   | 3 – 0     | Перу           | Відбір до ЧС 2010                  | 1    |          |
| 06/06/2009 | Монтевідео    | Уругвай    | 0 – 4     | Бразилія       | Відбір до ЧС 2010                  | -    |          |
| 01/04/2009 | Порту-Алегрі  | Бразилія   | 2 – 1     | Парагвай       | Відбір до ЧС 2010                  | -    |          |
| 15/06/2009 | Блумфонтейн   | Бразилія   | 4 – 3     | Єгипет         | Кубок Конфедерацій 2009 - 1-й етап | -    |          |
| 18/06/2009 | Преторія      | Бразилія   | 3 – 0     | США            | Кубок Конфедерацій 2009 - 1-й етап | 1    |          |
| 21/06/2009 | Преторія      | Італія     | 0 – 3     | Бразилія       | Кубок Конфедерацій 2009 - 1-й етап | -    |          |
| 25/06/2009 | Йоганнесбург  | ПАР        | 0 – 1     | Бразилія       | Кубок Конфедерацій 2009 - півфінал | -    |          |
| 28/06/2009 | Йоганнесбург  | Бразилія   | 3 – 2     | США            | Кубок Конфедерацій 2009 - фінал    | -    |          |
| 12/08/2009 | Таллінн       | Естонія    | 0 – 1     | Бразилія       | товариський матч                   | -    |          |
| 06/09/2009 | Розарій       | Аргентина  | 1 – 3     | Бразилія       | Відбір до ЧС 2010                  | -    |          |
| 10/09/2009 | Салвадор      | Бразилія   | 4 – 2     | Чилі           | Відбір до ЧС 2010                  | -    |          |
| 14/11/2009 | Доха          | Бразилія   | 1 – 0     | Англія         | товариський матч                   | -    |          |
| 17/11/2009 | Маскат        | Оман       | 0 – 2     | Бразилія       | товариський матч                   | -    |          |
| 02/03/2010 | Лондон        | Ірландія   | 0 – 2     | Бразилія       | товариський матч                   | -    |          |
| 02/06/2010 | Хараре        | Зімбабве   | 0 – 3     | Бразилія       | товариський матч                   | -    |          |
| 07/06/2010 | Дар-ес-Салам  | Танзанія   | 1 – 5     | Бразилія       | товариський матч                   | -    |          |
| 15/06/2010 | Йоганнесбург  | Бразилія   | 2 – 1     | Північна Корея | ЧС 2010 - 1-й етап                 | -    |          |
| 20/06/2010 | Йоганнесбург  | Бразилія   | 3 – 1     | Кот-д'Івуар    | ЧС 2010 - 1-й етап                 | -    |          |
| 25/06/2010 | Дурбан        | Португалія | 0 – 0     | Бразилія       | ЧС 2010 - 1-й етап                 | -    |          |
| 02/07/2010 | Порт-Елізабет | Нідерланди | 2 – 1     | Бразилія       | ЧС 2010 - чвертьфінал              | -    |          |
| Усього     |               | Матчів     | 22        |                | Голів                              | 2    |          |

## Титули і досягнення
- Чемпіон Бразилії (2):

«Крузейру»: 2003
«Палмейрас»: 2018
- Володар Кубка Конфедерацій (1):

Бразилія: 2009
- Чемпіон Туреччини (3):

«Галатасарай»: 2011–12, 2012–13, 2014–15
- Володар Кубка Туреччини (2):

«Галатасарай»: 2013–14, 2014–15
- Володар Суперкубка Туреччини (3):

«Галатасарай»: 2012, 2013, 2015
- Володар Кубка Лібертадорес (3):

«Палмейрас»: 2020, 2021
«Флуміненсе»: 2023
- Чемпіон штату Сан-Паулу (1):

«Палмейрас»: 2020
- Володар Кубка Бразилії (1):

«Палмейрас»: 2020
- Переможець Ліги Каріока (2):

«Флуміненсе»: 2022, 2023
- Переможець Рекопи Південної Америки (1):

«Флуміненсе»: 2024